# Ezcaray
Ezcaray település Spanyolországban, La Rioja autonóm közösségben. Ezcaray Valgañón, Zorraquín, Ojacastro, Pazuengos, San Millán de la Cogolla, Villavelayo, Canales de la Sierra, Barbadillo de Herreros és Fresneda de la Sierra Tirón községekkel határos. Lakosainak száma 2098 fő (2024).

## Népesség
A település népessége az elmúlt években az alábbi módon változott:
| Lakosok száma | 1854 | 2050 | 2038 | 2077 | 2054 | 2046 | 2044 | 2024 | 2055 | 2098 |
|               | 2001 | 2004 | 2007 | 2009 | 2012 | 2014 | 2017 | 2019 | 2022 | 2024 |